# Laestadianismus

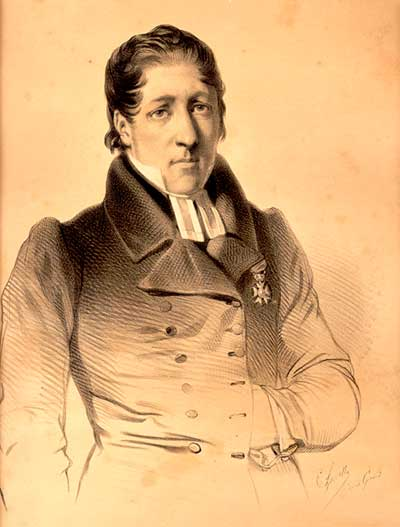
Lars Levi Laestadius (1800-1861)

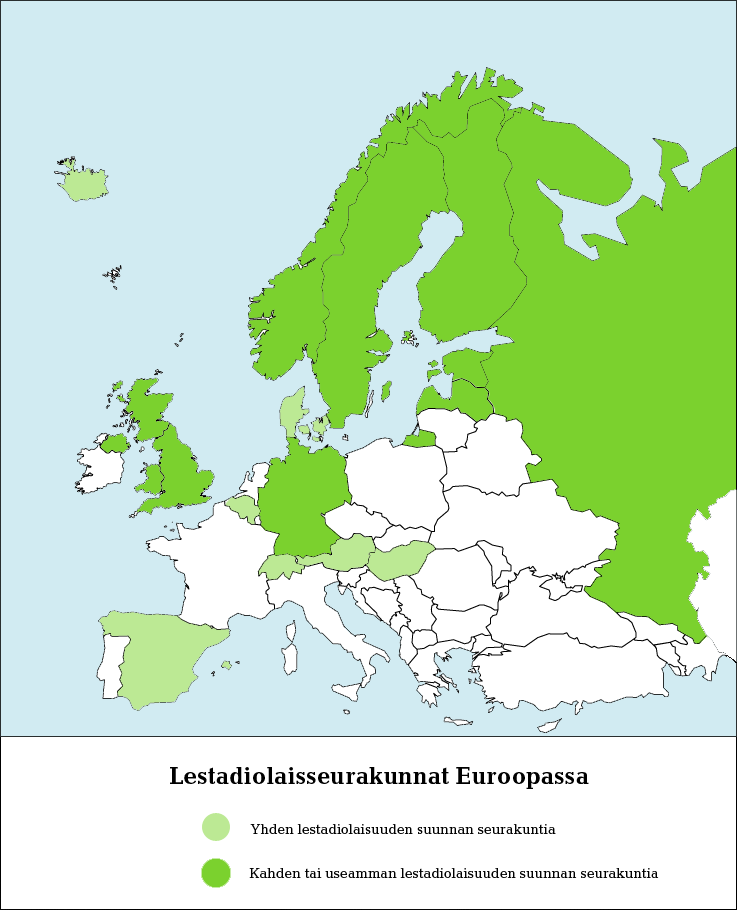
Laestadiáni v Evropě

Laestadianismus je hnutí na obrodu luteránství, pocházející ze Skandinávie. Jeho programem je pietismus a probuzenectví. Založil je roku 1844 Lars Levi Laestadius, pastor ve švédské obci Karesuando.

## Charakteristika
Vyznavači laestadianismu byli především Sámové a Finové, pro které hrálo toto učení důležitou roli v procesu národního sebeuvědomění. V roce 1852 organizovali příslušníci tohoto hnutí pokus o povstání Sámů v obci Kautokeino. Pro náboženství byla typická askeze, například zákaz požívání alkoholu. To mělo i praktický význam: Sámové snadno propadali závislosti na pití, která existenčně ničila celé rodiny. Laestadiánské obřady ovlivnilo tradiční sámské náboženství, velkou roli v nich hrálo extatické nábožné vytržení. S ekonomickými vystěhovalci se laestadiánské učení dostalo i do USA.
Menší laestadiánské komunity existují také ve Velké Británii, Německu, Rusku nebo Nigérii. Laestadiánská farnost se nazývá Rauhanyhdistys (Společenství míru). Tradiční laestadiáni jsou velmi konzervativní, odmítají například televizi nebo antikoncepci, v rámci hnutí však jsou i umírněné proudy. Počet laestadiánů se odhaduje na sto až dvě stě tisíc.

## Odnože laestadianismu
Existují tři hlavní odnože hnutí:
- Konzeravtivní laestadiáni
- Prvorození laestadiáni
- Nové probuzení laestadiáni